# Мисличе
Мисличе (словен. Misliče) — поселення в общині Дівача, Регіон Обално-крашка, Словенія. Висота над рівнем моря: 627,1 м.